# Agrostis sibirica
Agrostis sibirica é uma espécie de gramínea do gênero Agrostis, pertencente à família Poaceae.